# Salzmannschule Schnepfenthal
Salzmannschule er et specialgymnasium for sprog, der ligger i  Schnepfenthal, der er bydel i Waltershausen i Landkreis Gotha i den tyske delstat Thüringen.

## Historie
Skolen blev grundlagt i  1784 af Christian Gotthilf Salzmann, oprindelig til undervisning af børnene i hans egen store familie, og for at teste nye undervisningsteorier. Der låntes idéer fra John Locke, Jean-Jacques Rousseau, og især Johann Bernhard Basedow, grundlæggeren af den første Philanthropinum, en progresiv eksperimenternde skole i Dessau. Naturlove og  oplysning var nøgleord; det praktiske liv blev viet stor opmærksomhed, og moderne sprog blev omhyggeligt indlært. Gymnastik og fysisk træning  blev viet særlig opmærksomhed af læreren Johann Christoph Friedrich GutsMuths, som regnes for en af grundlæggerne af moderne undervisning i fysisk træning og gymnastik.
En af de berømteste elever er den tyske geograf Carl Ritter, og den danske retslærde Paul Detlev Christian Paulsen har gået på skolen.